# عنقود مزدوج
عنقود مزدوج هي مجرة تتبع كوكبة حامل رأس الغول. اكتشفها أبرخش في 129.

## روابط خارجية
- عنقود مزدوج على موقع ويكي سكاي: DSS2, SDSS, GALEX, IRAS, Hydrogen α, X-Ray, Astrophoto, Sky Map, Articles and images